# Домнино (Куньинский район)
Домнино — деревня в Куньинском районе Псковской области России. Входит в состав Каськовской волости.

## География
Расположена в 2 км к северо-западу от волостного центра, деревни Каськово, и в 16 км от райцентра, пгт Кунья, на западном прибрежье Жижицкого озера.

## Население
| 2001 | 2002 | 2010 |
| ---- | ---- | ---- |
| 41   | ↘39  | ↘26  |

Численность населения деревни по оценке на начало 2001 года составляла 41 житель.